# 控制李亞普諾夫函數
控制李亞普諾夫函數（control-Lyapunov function）是在控制理论中，針對動態系統及控制輸入的李亞普諾夫函數。
原始的李亞普諾夫函數是要判斷动力系统是否穩定（更嚴格的要求是漸近穩定），也就是說，系統若啟始條件是在某一區域D中的狀態{\displaystyle x\neq 0}，最後是否可以持續的維持在區域D內。若要判斷漸近穩定，則要判斷系統最後是否會回到{\displaystyle x=0}。
控制李亞普諾夫函數是判斷系統是否可以回授穩定（feedback stabilizable），也就是針對每一個狀態x，是否存在一控制輸入{\displaystyle u(x,t)}可以將系統帶回到原點。
考慮以下的獨立控制系統
{\displaystyle {\dot {x}}=f(x,u)}
其中
{\displaystyle x\in \mathbf {R} ^{n}}為狀態向量，
{\displaystyle u\in \mathbf {R} ^{m}}為控制向量
目標是可以在區域{\displaystyle D\subset \mathbf {R} ^{n}}內將其回授穩定到{\displaystyle x=0}。
控制李亞普諾夫函數是指函數{\displaystyle V:D\rightarrow \mathbf {R} }具有連續可微、正定（也就是{\displaystyle V(x)}在{\displaystyle x=0}位置為0，其餘位置都是正值）的特性，而且使下式成立
{\displaystyle \forall x\neq 0,\exists u\qquad {\dot {V}}(x,u)=\nabla V(x)\cdot f(x,u)<0.}
最後一個條件是關鍵：對於每一個狀態x，可以找到可以降低能量V的控制項u。直覺上，若對於每一個狀態都可以找到方法降低能量，就可以將能量降到零，因此可以讓系統停止。這是透過Artstein定理證明的。
Artstein定理：動態系統有可微分控制李亞普諾夫函數的充份必要條件是存在一個可以穩定系統的回授u(x)。
特定系統的控制李亞普諾夫函數不一定好找，不過若是找到了這種函數，回授穩定化問題可以作相當的精簡，可以簡化為靜態的非線性最优化問題
{\displaystyle u^{*}(x)=\operatorname {*} {argmin}_{u}\nabla V(x)\cdot f(x,u)}
對於每一個狀態x都成立。
有關控制李亞普諾夫函數是由Z. Artstein和Eduardo D. Sontag在1980年代及1990年代所提出的。

## 例子
以下是一個將李亞普諾夫候選函數應用在控制問題中的例子。
考慮一個非線性的質量-彈簧-阻尼系統，其彈簧是硬化彈簧，而質量和位置有關，方程式為
{\displaystyle m(1+q^{2}){\ddot {q}}+b{\dot {q}}+K_{0}q+K_{1}q^{3}=u}
現在假定想要的狀態{\displaystyle q_{d}}、實際狀態{\displaystyle q}、誤差{\displaystyle e=q_{d}-q}，定義函數{\displaystyle r}為
{\displaystyle r={\dot {e}}+\alpha e}
以下是一個候選的控制李亞普諾夫函數
{\displaystyle V={\frac {1}{2}}r^{2}}
若{\displaystyle q\neq 0}, {\displaystyle {\dot {q}}\neq 0}，上述函數皆為正定。
再計算{\displaystyle V}的時間導數
{\displaystyle {\dot {V}}=r{\dot {r}}}
{\displaystyle {\dot {V}}=({\dot {e}}+\alpha e)({\ddot {e}}+\alpha {\dot {e}})}
其目的是使時間導數滿足下式
{\displaystyle {\dot {V}}=-\kappa V}
若{\displaystyle V}是全域的正定，上式則為全域的指數穩定。
因此會希望{\displaystyle {\dot {V}}}最右邊的括弧 
{\displaystyle ({\ddot {e}}+\alpha {\dot {e}})=({\ddot {q}}_{d}-{\ddot {q}}+\alpha {\dot {e}})}
滿足以下條件
{\displaystyle ({\ddot {q}}_{d}-{\ddot {q}}+\alpha {\dot {e}})=-{\frac {\kappa }{2}}({\dot {e}}+\alpha e)}
用動力系統中的{\displaystyle {\ddot {q}}}取代，可以得到
{\displaystyle ({\ddot {q}}_{d}-{\frac {u-K_{0}q-K_{1}q^{3}-b{\dot {q}}}{m(1+q^{2})}}+\alpha {\dot {e}})=-{\frac {\kappa }{2}}({\dot {e}}+\alpha e)}
求解{\displaystyle u}可以得到控制律
{\displaystyle u=m(1+q^{2})({\ddot {q}}_{d}+\alpha {\dot {e}}+{\frac {\kappa }{2}}r)+K_{0}q+K_{1}q^{3}+b{\dot {q}}}
其中{\displaystyle \kappa }和{\displaystyle \alpha }都遠大於0，為可調整性能的參數。
控制律會確保全域的指數穩定性，因為透過時間導數的替換，可以如預期的，使下式成立
{\displaystyle {\dot {V}}=-\kappa V}
是線性一階微分方程，其解為
{\displaystyle V=V(0)e^{-\kappa t}}
因此誤差及誤差率（記得{\displaystyle V={\frac {1}{2}}({\dot {e}}+\alpha e)^{2}}）都會指數衰減到零。
若希望由上式調整出特定的響應，需要將響應替換{\displaystyle V}中的內容，然後求解{\displaystyle e}，頭幾步為
{\displaystyle r{\dot {r}}=-{\frac {\kappa }{2}}r^{2}}
{\displaystyle {\dot {r}}=-{\frac {\kappa }{2}}r}
{\displaystyle r=r(0)e^{-{\frac {\kappa }{2}}t}}
{\displaystyle {\dot {e}}+\alpha e=({\dot {e}}(0)+\alpha e(0))e^{-{\frac {\kappa }{2}}t}}
可以由任何求解線性微分方程式的方式來求解。

## 腳註
1. ↑  Freeman (46)